# Imperio de Bamana
El Reino de Segú (también conocido como Imperio Bamana o Imperio de Segú) fue un importante estado precolonial de África Occidental ubicado en Segú, en el actual Malí. Era gobernado por la dinastía Kulubali o Coulibaly, establecida hacia 1640 por Kaladian Coulibaly, también conocido como Fa Sine o Biton-si-u. El imperio existió como estado centralizado desde 1712, en 1766 fue gobernado por la dinastía Ngolosi hasta la invasión tuculor de 1861 llevada a cabo por el conquistador El Hadj Umar Tall. El idioma bambara habría sido la lengua vehicular de la mayor parte de la población.

## La dinastía Kulubali

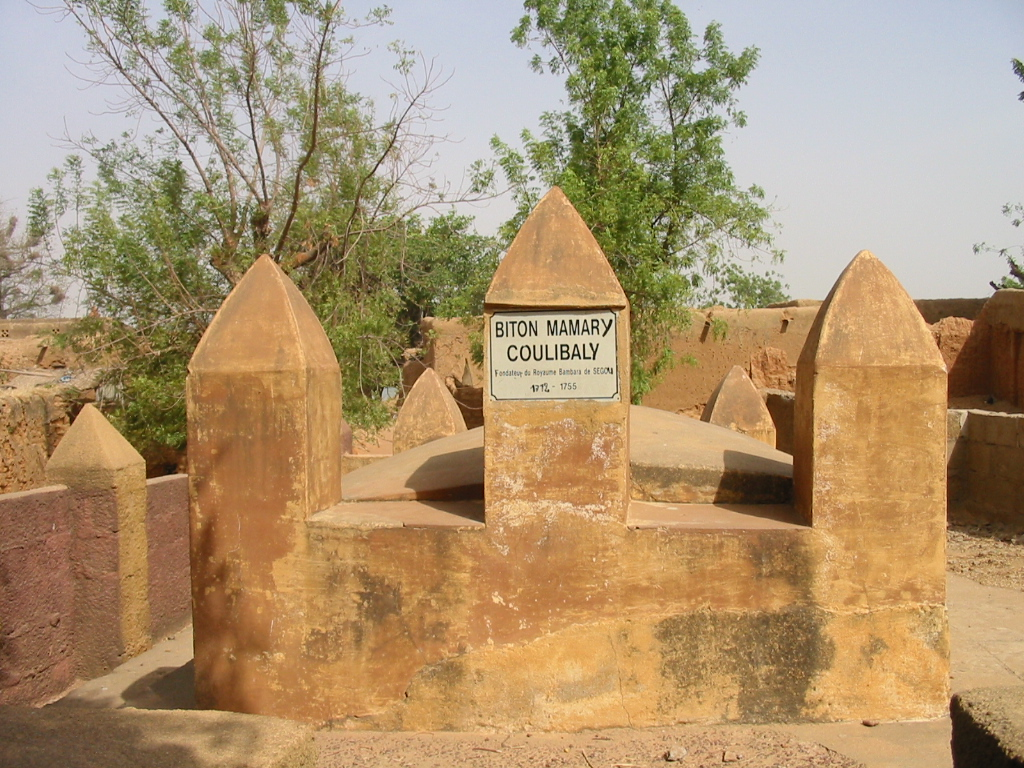
Tumba de Biton Mamary Coulibaly en Segou Koro, cerca de Segú.

Alrededor de 1640, Fa Sine se convirtió en el tercer Faama (término que designa al rey en mande) de un pequeño reino de gentes bámbara en la ciudad de Segú, en Malí. Aunque llevó a cabo numerosas conquistas exitosas de las tribus y reinados vecinos, fracasó en la organización de un satisfactorio marco administrativo, y el nuevo reino se desintegró tras su muerte, hacia 1660.
A comienzos del siglo XVIII, Mamari Kulubali (también citado como Mamari Bitòn) se estableció en Segú e integró una organización juvenil conocida como tòn.  Mamari pronto reorganizó el tòn como un ejército personal, asumiendo el título de bitòn, y comenzó a someter a los jefes rivales. Pasó a controlar Segú, convirtiéndolo en la capital del nuevo Imperio Bámbara.
Tras fortificar la capital con técnicas Songhai, Bitòn Kulubali organizó un ejército de varios miles de hombres y una armada de canoas de guerra para patrullar el Río Níger. A partir de ese momento, procedió a lanzar diferentes asaltos contra sus vecinos, los reinos fulani, soninke y mossi. También atacó Tombuctú, aunque mantuvo la ciudad solo brevemente. Durante esta época fundó la ciudad de Bla, como puesto fronterizo y armería.
Mamari Kulubali fue el último gobernante en ser llamado Bitòn. Todos los siguientes gobernantes fueron simplemente tratados como Faama. Bakari, el primer Faama tras Mamari, reinó entre 1710 y 1711. El Faama De-Koro ascendió en 1712, reinando hasta 1736. El reino tuvo tres faamas más, con reinados inestables de cuatro años hasta la caída en el caos en 1748.

## Los Ngolosi
En 1750, un esclavo liberado llamado Ngolo Diarra se hizo con el trono y recuperó la estabilidad, reinando durante cerca de cuarenta años de prosperidad relativa. Los Ngolosi, sus descendientes, continuarían gobernando el Imperio hasta su caída. El hijo de Ngolo, Mansong Diarra, tomó el trono tras la muerte de su padre en 1795 y comenzó una serie de exitosas conquistas, incluyendo la ciudad de Tombuctú hacia 1800 y la región de Massina.

## Economía y estructura
El Imperio Bambara se estructuraba en torno a instituciones bambara tradicionales, como el kòmò, un cuerpo dedicado a resolver cuestiones teológicas. El kòmò consultaba a menuda esculturas religiosas para tomar sus decisiones.
La economía del Imperio Bambara floreció gracias al comercio, especialmente de esclavos capturados en sus múltiples guerras. La demanda de esclavos llevó a continuar sus campañas militares, lo que mantuvo a los bambara en un perpetuo estado de guerra contra sus vecinos.
Mungo Park, en su estancia en la capital bambara de Segú dos años tras la muerte de Diarra, en 1795, recogió un testimonio de la prosperidad del Imperio:

La vista de esta extensa ciudad, las numerosas canoas en el río, la población congregada, y el estado cultivado del campo alrededor, forman en conjunto una perspectiva de civilización y magnificencia que no esperaba encontrar en el centro de África.

## Yihad y caída
En la Batalla de Noukouma, en 1818, las fuerzas bambara se encontraron y fueron derrotadas por guerreros musulmanes fulani levantados por la yihad de Cheikou Amadu (o Seku Amadu) de Massina. El Imperio Bambara sobrevivió pero fue debilitado de modo irreversible. Las fuerzas de Seku Amadu derrotaron definitivamente a los bambara, tomando Djenné y buena parte del territorio alrededor de Mopti, formando así el Imperio de Massina. Tombuctú caería también en 1845.
El verdadero final del imperio, no obstante, llegó de mano de El Hadj Umar Tall, un conquistador tuculor. Umar Tall pronto derrotó a los bambara, tomando Segú el 10 de marzo de 1861, forzando a su población a convertirse al Islam y declarando el final del Imperio Bambara.